# Lista över platser i Star Wars
Denna artikel handlar om olika planeter, månar och städer i det fiktiva Stjärnornas krig-universumet.

## Platser i bokstavsordning

### Alderaan
Alderaan är främst känd som prinsessan Leias hemplanet. Den används som ett exempel av Grand Moff Tarkin i hopp om att skrämma rebellerna till att ge upp kriget genom att spränga den i Stjärnornas krig (film).

### Bespin
Bespin är en gasjätte som framställs för första gången i filmen Rymdimperiet slår tillbaka. Planetens mest kända stad är Cloud City, en flytande koloni vars huvudadministratör är Lando Calrissian.

### Corellia
Corellia är en planet vars befolkning består till största delen av människoliknande varelser. Han Solo är från den här planeten. Huvudstaden heter Coronet.

### Coruscant
Coruscant är en planet och samtidigt Republikens, och senare Imperiets, huvudstad. Hela planeten, förutom de obeboeliga polerna är nämligen en enda stor stad. Galaxens Senat finns här, samt det uråldriga Jeditemplet.

### Dagobah
Dagobah är en träskplanet. Det var här Yoda gick i exil efter utrotningen av Jediorden. Senare skulle Luke Skywalker anlända till planeten för att söka Yodas hjälp till sin Jedi-träning.

### Dantooine
Dantooine är en planet som bland annat förekommer i filmen Stjärnornas krig från 1977.

### D´Qar
D´Qar är planeten där Motståndsrörelsen har sin bas i The Force Awakens.

### Eadu
Planeten där Galen Erso stationerades för att slutföra arbetet på Dödsstjärnan.

### Endor
Endor var med i Jedins återkomst. Det är en måne som kretsar runt en planet som också heter Endor. Den andra dödsstjärnan ligger i omloppsbana runt månen Endor. Månen är även hem till arten Ewok.

### Exagol
Planeten där kejsaren Palpatine har gömt sig och byggt upp sin nya armé. Sista striden i The Rise of Skywalker tar plats här.

### Felucia
Felucia är en planet så fylld med tät växtlighet att det endast finns några få städer på planeten som till exempel Kway Teow, Har Gau och Niango. Före klonkrigen fanns där några få utspridda små städer som grundades av arbetare som var tvungna att komma bort från samhället men efter klonkrigens slut var de så gott som försvunna från planetens yta. Felucia är en svår planet att bebygga för många av växterna försvarar sig aggressivt. 
Det finns även många farliga djur på Felucia, exempelvis den skräckinjagande fyrbenta spindelliknande "acklayen", som kan ses på arenan i slutet av episod II. 
Det var på Felucia som den kvinnliga jeditwi'leken Aayla Secura dog när order 66 utfördes.

### Geonosis
Geonosis är en stenig och ödslig planet som omges av ett asteroidfält. Dess folkslag, geonosierna, är insektsliknande varelser med vingar. Det är på denna planet Obi-Wan Kenobi, Anakin Skywalker och Padmé Amidala tillfångatas av Greve Dooku och hans efterföljare. Deras räddning leder till en storslagen strid mellan jedikrigare och droider på en jättestor arena där det var meningen att Obi-Wan, Anakin och Padmé skulle bli avrättade.
Omkring 200 jedi, bland andra Mace Windu, Aayla Secura, Kit Fisto och Shaak Ti och tusentals stridsdroider anlände ett krig bröt ut. Till sist så fanns det bara cirka tjugo jedi kvar, omringade av tusentals stridsdroider, då Yoda anlände med sina nya klonarméer från Kamino. Republiken vann striden på Geonosis, men trots detta lyckades många av handelsfederationens skepp fly från planeten.

### Hosnian Prime
Planeten som användes som huvudplanet av den nya Republiken förstördes av Första Orden med hjälp av Starkiller Base.

### Hoth
Hoth är isplaneten i filmen Rymdimperiet slår tillbaka. Det är här rebellerna gömmer sig ifrån Rymdimperiet innan deras position avslöjas och de tvingas fly.

### Jakku
Jakku är ökenplaneten i Star Wars: The Force Awakens. Det var den här planeten Rey växte upp på efter att ha blivit övergiven vid en ung ålder.

### Kamino
Kamino är en vattenfylld planet med svåra stormar. Republikens Klontrupper skapades här.

### Kashyyyk
Kashyyyk är Chewbaccas och övriga Wookieers hemplanet.

### Mustafar
Mustafar är den vulkanplanet där sithlorden Darth Vader dödade separatistmedlemmarna samt slogs mot sin mästare Obi-Wan Kenobi i Star Wars: Episod III – Mörkrets hämnd men förlorade. Vader brann och fick svåra skador blev sedan upphämtad av sin nye mästare Darth Sidious.

### Mygeeto
Mygeeto är den snöplanet där jedin Ki-Adi-Mundi mötte sin undergång när order 66 utfördes. Ki-Adi-Mundi var med i jedirådet och blev dödad av klonkommendör Bacara och hans klontrupp. En av separatisternas medlemmar, den Intergalaktiska Bankklanen har sitt högkvarter här.

### Naboo
Naboo är en lugn och fridfull planet som består till största delen av orörda skogar och ängar. Handelsfederationen manipulerades av Darth Sidious till att blockera alla handelsvägar till planeten vars konflikt tar upp större delen av Episod 1.

### Polis Massa
Polis Massa är från början en karg och ogästvänlig småplanet bebodd av Eellayiner i underjordiska städer, sedermera utvidgad till att omfatta ett asteroidbälte. Eellayinerna dog ut efter den naturkatastrof som skapade asteroidbältet som nu utgör Polis Massa. Den största av asteroiderna koloniserades så småningom av en annan ras, Kallidahin, från samma sektor, Subterrel Sector, i regionen Wild Space. De byggde en arkeologibas på asteroiden för att bevisa att de var avlägsna släktingar till Eellayin. Den viktigaste upptäckten de gjorde var resterna av staden Wiyentaah. Ovanpå den platsen skapades en av största byggnaderna ovan jord, kallad lokala grävningen (Local Dig). På Polis Massa fanns även den lilla fabriken Polis Massa Pria där Chroon-Tan B-Machine, arkeologirobotar och gruvrobotar byggdes. De robotar som förlöste Leia Organa och Luke Skywalker, och som försökte rädda deras mamma Padme Amidala, konstruerades här.

### Starkiller Base
En planet som användes av Första Orden till att bygga ett nytt supervapen för att kunna förstöra den nya Republiken och Motståndsrörelsen.

### Takodana
En skogsplanet som medverkar i Episod 7. Maz Kanata ägde ett slott på planeten som användes som mötesplats mellan galaxens smugglare.

### Tatooine

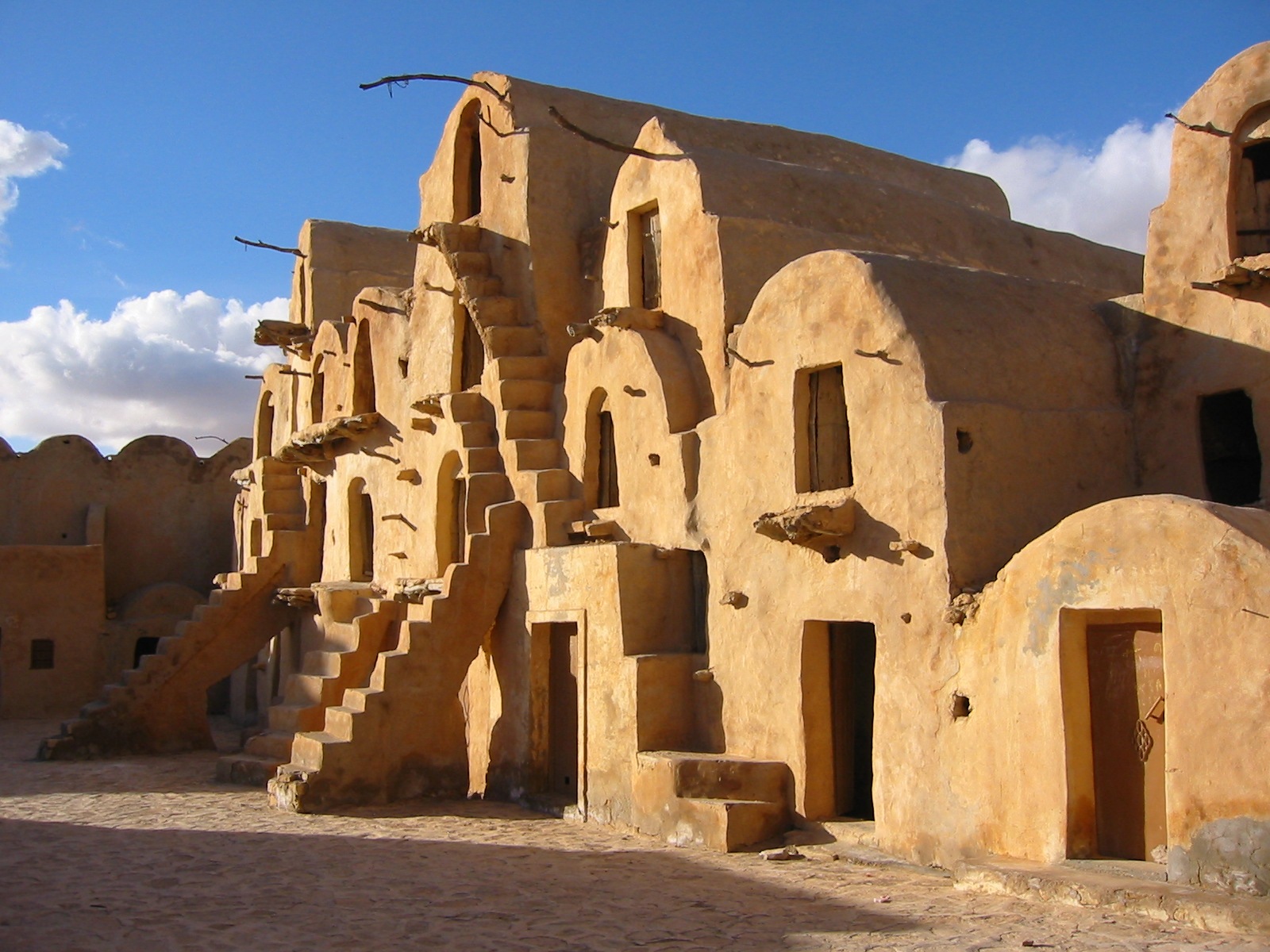
Anakin Skywalkers hus.

Tatooine är den planet där både Anakin Skywalker och Luke Skywalker växte upp. Planeten var laglös och styrdes med en järnhand av Jabba the Hutt.

### Utapau
Utapau är den planet där General Grievous blir besegrad i filmen Star Wars: Episod III – Mörkrets hämnd.
Det var där som separatistledarna gömde sig innan Grievous, på Darth Sidious order, skickade dem till Mustafar. Planeten har flera naturliga satelliter.

### Yavin 4
Yavin 4 är månen som rebellerna har sin hemliga bas på i filmen Stjärnornas krig. Basen är inrymd i ett gigantiskt tempel som byggts med avancerad teknik av de ondskefulla sith som fördrevs från månen tusentals år innan Stjärnornas krig utspelas. Månen är huvudsakligen täckt av djungel.

### Fotnoter
1. ↑  Jonas Thente (13 februari 2004). ”I en galax långt långt borta...”. Dagens nyheter. http://www.dn.se/arkiv/kultur/i-en-galax-langt-langt-borta. Läst 5 december 2015.
2. ↑  ”Coruscant” (på engelska). StarWars.com. http://www.starwars.com/databank/coruscant. Läst 5 maj 2017.
3. ↑  ”Dagobah” (på engelska). StarWars.com. http://www.starwars.com/databank/dagobah. Läst 5 maj 2017.
4. ↑  ”Dantooine” (på engelska). StarWars.com. http://www.starwars.com/databank/dantooine. Läst 5 maj 2017.
5. ↑  ”D'Qar” (på engelska). StarWars.com. http://www.starwars.com/databank/d-qar. Läst 5 maj 2017.
6. ↑  ”Felucia” (på engelska). StarWars.com. http://www.starwars.com/databank/felucia. Läst 5 maj 2017.
7. ↑  ”Geonosis” (på engelska). StarWars.com. http://www.starwars.com/databank/geonosis. Läst 5 maj 2017.
8. ↑  ”Hosnian Prime” (på engelska). StarWars.com. http://www.starwars.com/databank/hosnian-prime. Läst 5 maj 2017.
9. ↑  ”Hoth” (på engelska). StarWars.com. http://www.starwars.com/databank/hoth. Läst 5 maj 2017.
10. ↑  ”Jakku” (på engelska). StarWars.com. http://www.starwars.com/databank/jakku. Läst 5 maj 2017.
11. ↑  ”Kamino” (på engelska). StarWars.com. http://www.starwars.com/databank/kamino. Läst 5 maj 2017.
12. ↑  ”Kashyyyk” (på engelska). StarWars.com. http://www.starwars.com/databank/kashyyyk. Läst 5 maj 2017.
13. ↑  ”Mustafar” (på engelska). StarWars.com. http://www.starwars.com/databank/mustafar. Läst 5 maj 2017.
14. ↑  ”Mygeeto” (på engelska). StarWars.com. http://www.starwars.com/databank/mygeeto. Läst 5 maj 2017.
15. ↑  ”Naboo” (på engelska). StarWars.com. http://www.starwars.com/databank/naboo. Läst 5 maj 2017.
16. ↑  ”Polis Massa” (på engelska). StarWars.com. http://www.starwars.com/databank/polis-massa. Läst 5 maj 2017.
17. ↑  ”Starkiller Base” (på engelska). StarWars.com. http://www.starwars.com/databank/starkiller-base. Läst 5 maj 2017.
18. ↑  ”Takodana” (på engelska). StarWars.com. http://www.starwars.com/databank/takodana. Läst 5 maj 2017.
19. ↑  ”Tatooine” (på engelska). StarWars.com. http://www.starwars.com/databank/tatooine. Läst 5 maj 2017.
20. ↑  ”Utapau” (på engelska). Star Wars Games. http://www.starwars.com/databank/utapau. Läst 8 september 2015.
21. ↑  ”Yavin 4” (på engelska). StarWars.com. http://www.starwars.com/databank/yavin-4. Läst 5 maj 2017.